# Enid Kent
Enid Kent (Los Angeles, 14 januari 1945) is een Amerikaanse actrice, vooral bekend geworden als Nurse Bigelow in de televisieserie M*A*S*H. Ook speelde ze onder meer gastrollen in Family Ties, L.A. Law en Dynasty.

## Filmografie
- Legalise (televisiefilm, 1998) - Lauren Lemming
- My Brother's Keeper (televisiefilm, 1995) - Tall Mother
- Aftermath: A Test of Love (televisiefilm, 1991) - Gail
- Head of the Class (televisieserie) - Maureen Foster (afl. Dancing Fools, 1990)
- Fine Things (televisiefilm, 1990) - Bernice
- Vital Signs (1990) - Vivian
- Designing Women (televisieserie) - Jane (afl. The Fur Lies, 1990)
- Family Ties (televisieserie) - Norma (afl. The Boys Next Door, 1988)
- L.A. Law (televisieserie) - Joan Cherundolo (afl. Sparky Brackman R.I.P. ????-1987, 1987)
- Family Ties (televisieserie) - Susan Alexander (afl. Once in Love with Elyse, 1986)
- The Leftovers (televisiefilm, 1986) - Mrs. Wiggans
- Extremities (1986) - Mother at Police Station
- Family Ties (televisieserie) - Phyllis (3 afl., 1982, 1983, 1985)
- Family Ties (televisieserie) - Robin (afl. Lady Sings the Blues, 1984)
- M*A*S*H (televisieserie) - Nurse Bigelow (13 afl., 1976-1983)
- CHiPs (televisieserie) - Mrs. Cody (afl. Journey to a Spacecraft, 1983)
- Dynasty (televisieserie) - Verpleegster (afl. The Plea, 1982)
- Making the Grade (televisieserie) - Rol onbekend (Episode 1.4, 1982)
- Some Kind of Hero (1982) - Woman Reporter
- Marian Rose White (televisiefilm, 1982) - Verpleegster
- Harper Valley P.T.A. televisieserie - Mr. Crowley (2 afl., 1981)
- The Women's Room (televisiefilm, 1980) - Rol onbekend
- Eight Is Enough (televisieserie) - Zwangere vrouw (afl. The Commitment, 1980)
- Diff'rent Strokes (televisieserie) - Mrs. Martino (afl. Birds and Bees, 1979)
- Son-Rise: A Miracle of Love (televisiefilm, 1979) - Mother
- Family (televisieserie) - Secretaresse (afl. Changes, 1978)
- McMillan & Wife (televisieserie) - Ticket Clerk (afl. Coffee, Tea, or Cyanide?, 1977)